# Bedia (Abcházie)
Bedia (abchazsky Бедиа, gruzínsky ბედია – Bedia) je vesnice v Abcházii v okrese Tkvarčeli. Leží přibližně 15 km jižně od okresního města Tkvarčeli. Obec sousedí na západě s Rekou z okresu Očamčyra, na severu s Agubediou, na jihovýchodě s Carčou a na jihozápadě s Ačgvarou v okresu Očamčyra. Obcí protéká řeka Ochodža.
Oficiálním názvem obce je Vesnický okrsek Bedia (rusky Бедийская сельская администрация, abchazsky Бедиа ақыҭа ахадара). Za časů Sovětského svazu se okrsek jmenoval Bedijský selsovět (Бедийский сельсовет). V letech 1925 až 1952 se obec jmenovala Druhá Bedia (rusky Вторая Бедиа nebo gruzínsky მეორე ბედია, Меоре Бедиа)

## Části obce
Součástí Bediji jsou následující části:
- Bedia (Бедиа)
- Abážu / Džicha (Абаажә / Џьиха)
- Abakva / Nabakva (Абаҟа / Набаҟа)
- Bigva / Sabigvo (Бигәа / Сабигәо)
- Gvaramiaa Rhabla / Gvaramijepš Nachori (Гәарамиаа рҳабла / Гварамиеԥшь нахори)
- Eškvara (Ешкәара)
- Pšaur (Ԥшьаур)
- Chachubia / Sachachubio (Хаҳәбиа / Сахахәбио)
- Samatkvo (Саматҟо)
- Sanarda (Санарда)
- Čačba Jašta / Šaraševijepš Nachori (Чачба иашҭа / Шьарашьевиеԥшь нахори)

## Historie
V 19. století bylo území Bedii, které patřilo do historického regionu Samurzakan, mnohem rozsáhlejší než v současnosti. Bedia je jedna z nejstarších obcí v celé Abcházii a již v období středověku nabyla velkého kulturního a politického významu v celém západním Zakavkazsku. V současnosti Je součástí Bedii jen jižní okrajová část někdejšího správního a kulturního centra.
Za časů Abchazského království v raném středověku byla Bedia správním centrem Bedijského eristavi (vévodství), jež se rozkládalo mezi řekami Aaldzga v současném okrese Očamčyra a Cchenisckali v západní Gruzii. Bedia v té době byla sídlem biskupa bedijského, který spravoval diecézi od řek Aaldzga po Inguri. Nejvýznamnější památky na toto období se v současnosti nacházejí v Agubedii a patří mezi ně například Katedrála v Bedii z konce 10. století a rozvaliny velkého dvoupatrového paláce s dochovanými sloupovými a klenbami.
S koncem 19. století byl již celý Samurzakan rozdělen na dvě jazykové zóny, abchazskou a megrelskou, kdy abcházština přetrvala v kopcích nad nížinou, kterou obsadili megrelové.
Po vzniku Sovětského svazu začali abchazští bolševici požadovat, aby byly v rámci správní reformy Abchazské ASSR ve 30. letech, nahrazující staré ruské ujezdy rajóny, stanoveny nové hranice mezi rajóny Očamčyra a Gali na etnolingvistickém základu. Zatímco Agubedia se stala spolu s Rekou a Čchvartalem součástí prvního jmenovaného na základě požadavku bolševického politika Efréma Ešby z roku 1925 v jeho článku „Požadovali jsme a dostali jsme skutečně nezávislou sovětskou Abcházii“ (Мы требовали и получили настоящую независимую Советскую Абхазию), Bedia byla od ostatních svých částí oddělena.
Už v roce 1925 totiž došlo k rozdělení dosud jediné vsi Bedia na tři selsověty: Agubedia, První Bedia a Druhá Bedia (tehdejší název současné Bedii). Až do roku 1930 byly všechny tři součástí okresu Gali. Avšak v Druhé Bedii již hovořila polovina obyvatel megrelsky, a proto ta zůstala v galském okrese, zatímco Agubedia i První Bedia přešly pod okres Očamčyra. Protože ve Druhé Bedii nebyla podobně jako v celém okrese Gali žádná škola s vyučovacím jazykem abchazským, bylo zdejší zbývající abchazské obyvatelstvo počínaje 30. léty gruzifikováno. V 50. letech byla obec již prakticky gruzínská a megrelská a upustilo se od označení Druhá Bedia.
Během války v Abcházii v letech 1992-1993 byla obec ovládána gruzínskými vládními jednotkami a odehrály se zde intenzivní boje během celoročního obléhání Tkvarčeli.
V roce 1994 byla zahájena další správní reforma, kdy byla Bedia převedena do nově vzniklého okresu Tkvarčeli. V Bedii po válce a úprku dvou třetin obyvatel i nadále převládají Megrelci a Gruzíni.

## Obyvatelstvo
Dle nejnovějšího sčítání lidu z roku 2011 je počet obyvatel této obce 228 a jejich složení následovné:
- 195 Gruzínů (85,5 %)
- 31 Abchazů (13,6 %)
- 2 příslušníci ostatních národností (0,9 %)

Před válkou v Abcházii žilo v obci bez přičleněných vesniček 404 obyvatel a celkově 628 obyvatel. V celém Bedijském selsovětu v roce 1959 žilo 570 obyvatel.